# جزيرة كوه تاروتاو
جزيرة كوه تاروتاو (بالتايلندية: เกาะตะรุเตา) هي إحدى الجزر التابعة لمحافظة ساتون في أقصى جنوب تايلند، وهي أكبر جزيرة ضمن أرخبيل تاروتاو الوطني البحري (حديقة تاروتاو الوطنية) القريب من الحدود الماليزية، تبلغ مساحة الجزيرة حوالي 152 كيلومترًا مربعًا، وتُعد من أكبر الجزر في المنطقة وأكثرها تنوعًا بيئيًا.

## الموقع والجغرافيا
تقع الجزيرة ضمن مياه بحر أندامان، وتتميز بتضاريسها الجبلية المكسوّة بالغابات المطيرة، وشواطئها الرملية الطويلة، إضافةً إلى وجود كهوف بحرية ومستنقعات مانغروف واسعة.
تُعرف الجزيرة بكونها محمية طبيعية تحت إدارة الحديقة الوطنية، وتحظى بحماية بيئية صارمة، ما جعلها وجهة مفضّلة لعشّاق الطبيعة والهدوء، لا توجد منتجعات سياحية فاخرة على الجزيرة، بل تقتصر أماكن الإقامة على أكواخ بيئية ومعسكرات تابعة للحديقة، كما تُعد الجزيرة موقعًا مناسبًا للمشي لمسافات طويلة، ومراقبة الحياة البرية، والتجديف بالقوارب.
وبفضل عزلتها وندرة الأنشطة التجارية فيها، حافظت كوه تاروتاو على طابعها البيئي النقي، ما يجعلها وجهة مثالية للباحثين عن الطبيعة الهادئة والتجارب السياحية غير التقليدية في جنوب تايلند.